# Antoinette Nana Djimou
Antoinette Nana Djimou (Duala, Camerún, 2 de agosto de 1985) es una atleta francesa de origen camerunés, especialista en la prueba de heptalón en la que llegó a ser campeona europea en 2016.

## Carrera deportiva
En el Campeonato Europeo de Atletismo de Zúrich 2014 ganó la medalla de oro en heptalón, superando a la neerlandesa Nadine Broersen (plata) y a la belga Nafissatou Thiam (bronce).
Dos años después, en el Campeonato Europeo de Atletismo de 2016 ganó la medalla de plata en la misma competición, logrando 6458 puntos, tras la neerlandesa Anouk Vetter (oro con 6626 puntos que fue récord nacional) y la austriaca Ivona Dadic (bronce).